# Rhaebo glaberrimus
Bufo glaberrimus és una espècie d'amfibi que viu a Colòmbia, l'Equador, el Perú i Veneçuela.
Està amenaçada d'extinció per la pèrdua del seu hàbitat natural.